# Municipio de Bennett (Kansas)
El municipio de Bennett (en inglés: Bennett Township) es un municipio ubicado en el condado de Kingman en el estado estadounidense de Kansas. En el año 2010 tenía una población de 633 habitantes y una densidad poblacional de 6,71 personas por km².

## Geografía
El municipio de Bennett se encuentra ubicado en las coordenadas 37°25′47″N 97°51′43″O / 37.42972, -97.86194. Según la Oficina del Censo de los Estados Unidos, el municipio tiene una superficie total de 94.39 km², de la cual 94,39 km² corresponden a tierra firme y (0 %) 0 km² es agua.

## Demografía
Según el censo de 2010, había 633 personas residiendo en el municipio de Bennett. La densidad de población era de 6,71 hab./km². De los 633 habitantes, el municipio de Bennett estaba compuesto por el 95,89 % blancos, el 0,47 % eran afroamericanos, el 0,79 % eran amerindios y el 2,84 % eran de una mezcla de razas. Del total de la población el 2,53 % eran hispanos o latinos de cualquier raza.